# Corporation commerciale canadienne
 (août 2023).
La Corporation commerciale canadienne (CCC) est une société d'État fédérale canadienne dont le mandat est de soutenir la croissance du commerce international en aidant les exportateurs canadiens à accéder aux marchés d'approvisionnement des gouvernements étrangers et en aidant les acheteurs gouvernementaux à l'étranger à obtenir des biens du Canada. La capacité de conclure des contrats commerciaux en tant qu'entité du gouvernement du Canada par l'intermédiaire de la CCC est conçue pour donner aux exportateurs canadiens la possibilité d'atténuer les risques associés au marché des achats à l'étranger et à la passation de contrats internationaux,. Les entreprises canadiennes ont exporté pour 2,92 milliards de dollars de produits et de services par l'intermédiaire des contrats de la CCC au cours de l'exercice 2020-2021 de la CCC.
La Corporation a été créée en 1946 par une Loi du Parlement du Canada, la Loi sur la Corporation commerciale canadienne, et est responsable devant le Parlement du Canada par l'intermédiaire du ministre du Commerce international, de la Promotion des exportations, de la Petite Entreprise et du Développement économique.
La Loi définit le mandat général de la CCC, qui est de contribuer au développement du commerce en aidant les exportateurs canadiens à accéder aux marchés étrangers et en aidant les acheteurs étrangers à obtenir des marchandises du Canada. La Loi fournit également à la Corporation un éventail de pouvoirs, y compris la capacité d'exporter des marchandises du Canada, soit en tant que mandant, soit en tant qu'agent, de la manière et dans la mesure qu'elle juge appropriées. Par conséquent, la CCC négocie et exécute des accords bilatéraux d'approvisionnement de gouvernement à gouvernement (ou intergouvernementaux), facilitant ainsi les transactions d'exportation au nom des exportateurs canadiens.
En tant qu'agence canadienne de passation de contrats internationaux, la CCC a pour mission d'aider les entreprises canadiennes à cibler les marchés d'approvisionnement du secteur public en tant que maître d'œuvre de contrats GàG (gouvernement à gouvernement) ou en tant qu'agent d'approvisionnement pour les gouvernements étrangers qui importent des biens et des services canadiens.
L'activité principale de la CCC est menée dans le cadre de l'Accord sur le partage de la production de défense (APPD) conclu entre le Canada et les États-Unis en 1956, qui régit l'approvisionnement des produits et services canadiens auprès du département de la Défense des É.-U. (DoD). La CCC gère les achats de défense américains supérieurs à 250 000 $ US et a conclu une entente similaire avec la NASA. Ces ententes fournissent aux entreprises canadiennes un accès privilégié aux marchés américains de l'aérospatiale et de la défense. En vertu de l'APPD, les exportateurs canadiens sont généralement traités de la même manière que les fournisseurs domestiques par le DoD des É.-U., y compris dans le cadre des dispositions « Buy America ».
La CCC travaille également avec les exportateurs canadiens pour saisir les opportunités internationales où le contrat GàG est considéré par le Canada et par le gouvernement acheteur comme un mécanisme permettant de contribuer aux intérêts économiques mutuels et aux relations bilatérales. La garantie d'exécution des contrats offerte par la CCC est conçue pour inciter les gouvernements étrangers à faire appel à l'expertise canadienne pour des projets prioritaires. La Corporation négocie des accords et gère des contrats dans un large éventail de secteurs, notamment l'électronique de défense, les technologies environnementales, les projets d'infrastructure, les technologies de l'information et de la communication, le matériel de transport, le matériel d'énergie électrique. Ces services sont accessibles aux petites et moyennes entreprises exportatrices canadiennes, mais aussi aux gouvernements acheteurs étrangers.

## Histoire

### Origines
Pendant la Seconde Guerre mondiale, 28 sociétés d'État ont été créées en partie pour répondre à la demande de fournitures à un niveau nécessaire à l'effort de guerre qui dépassait la capacité disponible dans le secteur privé,.Ces sociétés d'État étaient gérées par le ministère des Munitions et des Approvisionnements, qui succédait à l'éphémère Commission des approvisionnements de guerre. Lorsque le Canada passe au temps de paix, la création de sociétés d'État est l'une des tactiques utilisées pour stabiliser la production de biens essentiels pendant que la main-d'œuvre s'adapte à l'environnement d'après-guerre. Si les sociétés d'État du temps de guerre sont en grande partie maintenant non existantes, les agences qui travaillent dans des domaines d'intérêt pour le gouvernement, tels que la production d'armes et le logement, sont conservées.
En décembre 1945, le ministère des Munitions et des Approvisionnements fusionne avec le ministère de la Reconstruction pour devenir le nouveau ministère de la Reconstruction et des Approvisionnements. La CCC est créée en 1946 pour coordonner les ventes et l'exportation des produits de défense canadiens aux gouvernements étrangers,. La responsabilité de l'approvisionnement et de la production de défense. En 1948, le gouvernement fédéral canadien a décentralisé et séparé les responsabilités en matière d'approvisionnement des gouvernements et de produits de défense, en raison de la réduction des dépenses de défense en temps de paix. La responsabilité de la production est transférée au Conseil de défense industrielle en avril 1948, tandis que la responsabilité de l'approvisionnement est transférée à la CCC entre novembre et décembre 1948. En mars 1949, le Conseil de défense industrielle et la CCC sont tous deux placés sous l'autorité du ministère du Commerce.

### Le réarmement dans les années 1950
La tension croissante de la guerre froide, la création de l'Organisation du traité de l'Atlantique nord (OTAN) et le déclenchement de la guerre de Corée ont conduit le gouvernement fédéral canadien à devoir augmenter les budgets de défense et à commencer à accroître la production de défense,. En 1950, la Loi sur la production de défense donnait au ministère du Commerce le pouvoir de mener des activités d'acquisition de défense, mais elle a été remplacée en 1951 en réponse à l'escalade de la guerre de Corée et aux frictions persistantes avec l'Union soviétique. La Loi sur la production de défense réorganise l'approvisionnement et la production de défense en un seul ministère centralisé, le ministère de la Production de défense, qui ne reprend pas la responsabilité de l'exportation des produits de défense canadiens de la CCC, mais remplace le ministère du Commerce dans une fonction de surveillance. Outre la CCC, sept autres sociétés d'État rendent compte au Parlement par l'intermédiaire du ministère de la Production de défense : Arsenaux canadiens Limitée; Corporation de disposition des biens de la Couronne; Construction de défense (1951) Limitée; Eldorado Mining and Refining Limited; Northern Transportation Company Limited; et Polymer Corporation Limited.

### L'aide humanitaire et l'aérospatiale dans les années 1960 et 1970
L'après-guerre des années 1960 a vu la CCC se concentrer sur la livraison d'une aide humanitaire aux gouvernements en réponse aux catastrophes naturelles et à la famine dans le monde entier. En 1960, à la demande du département des Affaires extérieures du Canada, la CCC a acheté 9 800 tonnes de farine pour venir en aide aux victimes du tremblement de terre au Chili et 28 300 tonnes supplémentaires pour le Liban et l'Égypte à la suite des troubles survenus dans ces pays. La CCC a également envoyé des dizaines de milliers de tonnes de farine à la Norvège et au Royaume-Uni dans le cadre d'une collaboration avec l'OTAN.
Toujours en 1960, la CCC a signé une Lettre d'Entente (LOA) avec la NASA qui définissait les termes et conditions pour que la CCC agisse en tant que maître d'œuvre pour le matériel et les technologies en provenance du Canada. Certaines des premières contributions du Canada concernaient une station de poursuite de satellites « Minitrack » ainsi que la conception et la fabrication d'un prototype d'unité d'antenne érigeable.
Plus tard dans les années 1960, la CCC a géré des commandes d'avions tactiques et d'avions de combat pour les É.-U., et d'avions tactiques d'appui au sol pour les Pays-Bas.
En 1979, la Lettre d'Entente CCC-NASA a jeté les bases du système de télémanipulateur de la navette (SRMS) (aujourd'hui connu sous le nom de Canadarm) qui a été confié à Spar Aerospace Limited de Toronto par l'intermédiaire de la CCC. Pendant 30 ans, le programme de navettes spatiales de la NASA a utilisé le bras mécanique télécommandé pour déployer, capturer et réparer les satellites, positionner les astronautes, entretenir l'équipement et déplacer les cargaisons.
Au cours des années 1960 et 1970, la responsabilité de la CCC a été transférée au ministère de l'Approvisionnement et des Services en 1969, puis au ministère de l'Industrie et du Commerce en 1978.

### Contrats avec des économies établies et émergentes: des années 1980 à aujourd'hui
Au cours des dernières décennies, la CCC a facilité un certain nombre de contrats entre des exportateurs canadiens et des gouvernements étrangers. De plus, la CCC s'est concentrée sur les contrats de défense avec les É.-U. et a négocié des contrats de gouvernement à gouvernement avec des économies émergentes. En 1982, la CCC a remporté des contrats avec l'Organisation mondiale de la santé pour la pulvérisation de rivières en Afrique afin de lutter contre les maladies, avec l'UNICEF pour une usine de vaccins contre la rougeole au Pakistan, et avec la Foundation Company of Canada pour la construction d'un hôpital en Côte d'Ivoire. Depuis les années 1980 jusqu'à aujourd'hui, la CCC a facilité la conclusion de contrats gouvernement à gouvernement et signé des protocoles d'entente avec un certain nombre d'économies émergentes dans le monde.
En 2017, le gouvernement des Bermudes a conclu un contrat avec la CCC au nom du gouvernement canadien et de l'entreprise canadienne Aecon. Le partenariat public-privé comprenait la construction d'un nouveau terminal aéroportuaire et un bail de 30 ans à l'aéroport international L.F. Wade. La réalisation de 288 000 pieds carrés a été officiellement achevée en 2020.
En mars 2021, le terminal Kpone Unity a été remis à la Ghana Ports and Harbours Authority à l'issue d'un projet de cinq ans financé par un prêt de 126 millions $ US obtenu auprès de la CCC. Le terminal Kpone Unity a été initialement conçu pour servir de terminal hors quai pour les activités liées à la terminaison du port de Tema.
En octobre 2022, la CCC a collaboré avec General Dynamics Mission Systems-Canada pour obtenir un contrat de gouvernement à gouvernement de 24 millions de dollars avec la Force aérienne portugaise pour l'aider à moderniser sa flotte d'avions P-3C. Le même mois, il a été révélé que les Philippines seraient le premier marché à mettre en œuvre le cadre d'infrastructure CANbuild de gouvernement à gouvernement du Canada - un service consolidé aux exportateurs offert par la CCC, le Service des délégués commerciaux du Canada et Exportation et développement Canada.
La responsabilité de la CCC a été transférée à plusieurs reprises au cours des dernières décennies - au secrétaire d'État aux Affaires extérieures (1982), au ministre du Commerce international (1987), au ministre des Approvisionnements et Services (1992), et de nouveau au ministre du Commerce international (1996). Depuis les élections fédérales de 2019, le portefeuille du commerce international du Canada, y compris la responsabilité de la CCC, est désormais supervisé par le ministre du Commerce international, de la Promotion des exportations, de la Petite entreprise et du Développement économique.

## Objectifs
Les objectifs de la CCC, tels qu'ils sont définis dans la Loi sur la Corporation commerciale canadienne, sont les suivants :
(a) d'aider au développement du commerce entre le Canada et les autres nations;
(b) d'aider les personnes au Canada
(i) à obtenir des marchandises et des produits de l'étranger, et
(ii) à se défaire de marchandises et de produits qui peuvent être exportés du Canada;
(c) d'exercer ou de remplir, au nom et sous la direction du ministre, les pouvoirs ou fonctions qui lui sont conférés par toute autre loi autorisant le ministre à employer la Corporation pour les exercer ou les remplir; et,
(d) d'exercer toutes autres attributions qui lui sont conférées par une autre loi ou pour l'exercice desquelles elle peut être employée en vertu d'une autre loi.

## Opérations

### Secteurs d'activité
La CCC livre ses services de contrat de gouvernement à gouvernement par le biais de deux secteurs d'activité principaux :
(1) Maître d'œuvre international; et
(2) Maître d'œuvre DoD des États-Unis, qui comprend l'administration de l'Accord sur le partage de la production de défense (APPD).
En plus de ses activités principales, la CCC mène des activités liées à l'approvisionnement et à d'autres priorités du gouvernement du Canada, notamment l'entretien et l'administration des bureaux de développement commercial en Chine pour le compte d'Affaires mondiales Canada, les transactions d'approvisionnement avec les départements et agences du gouvernement du Canada et un accord de services partagés avec une autre société d'État qui permet de réaliser des économies d'échelle en fournissant de l'aide humanitaire à l'étranger.

### Services
Les services de maître d'œuvre international et du département de la Défense (DoD) des États-Unis facilitent les contrats de gouvernement à gouvernement et sont conçus pour fournir aux entreprises canadiennes un meilleur accès aux opportunités de contrats internationaux dans le secteur public. En tant que maître d'œuvre, la CCC aide à jumeler les entreprises canadiennes avec les acheteurs gouvernementaux internationaux, contribue à la négociation des contrats et à la logistique, et fournit des cautionnements et des garanties du gouvernement du Canada.
La CCC est l'agence d'exécution du gouvernement du Canada pour l'APPD et est intégrée dans le Defense Federal Acquisition Regulation Supplement (DFARS) du DoD américain pour agir en tant que maître d'œuvre pour tous les contrats de plus de 250 000 $ US attribués à des entreprises canadiennes. Les services supplémentaires offerts dans le cadre du programme Maître d'œuvre DoD des É.-U. comprennent l'interprétation des documents d'appel d'offres, l'examen et la certification des prix, la défense des intérêts et la résolution des litiges, ainsi que la protection contre les risques liés aux paiements.
La CCC administre l'outil d'appels d'offres internationaux - un outil en ligne financé par le gouvernement du Canada qui permet aux entreprises canadiennes de rechercher des opportunités commerciales avec des gouvernements étrangers dans plus de 200 juridictions.
La CCC s'associe également aux ministères et organismes du gouvernement canadien pour les aider à livrer de l'aide humanitaire aux gouvernements du monde entier. Par exemple, en octobre 2022, la CCC s'est procuré 400 000 vêtements d'hiver auprès d'entreprises canadiennes, pour un montant total de 15 millions de dollars canadiens, dans le cadre d'un programme d'aide militaire à l'Ukraine.

## Gouvernance de la Corporation
Les pratiques exemplaires et les responsabilités sociales de la CCC sont décrites dans la Loi sur la Corporation commerciale canadienne et le Code de conduite et d'éthique commerciale.

### Conseil d'administration
La CCC est dirigée par un conseil d'administration qui exerce ses responsabilités conformément aux dispositions générales de la Loi sur la CCC et de la partie X de la Loi sur la gestion des finances publiques. Le conseil d'administration est tenu de gérer les affaires de la CCC et de veiller à la bonne exécution des politiques publiques au nom du gouvernement du Canada. Le Conseil d'administration est nommé par le gouvernement du Canada et représente les milieux d'affaires canadiens ainsi que le gouvernement fédéral.
- Robert Kwon (Président et directeur général)
- Dyanne Carenza
- Guy Desrochers
- Mark Deniesch
- Douglas Harrison
- Michael Johnson
- Mora Johnson
- Julian J. Ovens
- Mylène Tassy
- Nicole Verkindt
- Christa Wessel